# Innocence (film 1917)
Innocence è un film muto del 1917 diretto da Norval MacGregor. Del film, prodotto dalla California Motion Picture Corporation su un soggetto di Leslie T. Peacocke non si conoscono altri dati certi.

## Produzione
Il film fu prodotto dalla California Motion Picture Corporation.

## Distribuzione
Non si conoscono dati sulla distribuzione del film.